# Gmina Tuhelj
Gmina Tuhelj (chorw. Općina Tuhelj) – gmina w Chorwacji, w żupanii krapińsko-zagorskiej. W 2011 roku liczyła 2104 mieszkańców.